# Repräsentantenhaus von Alaska

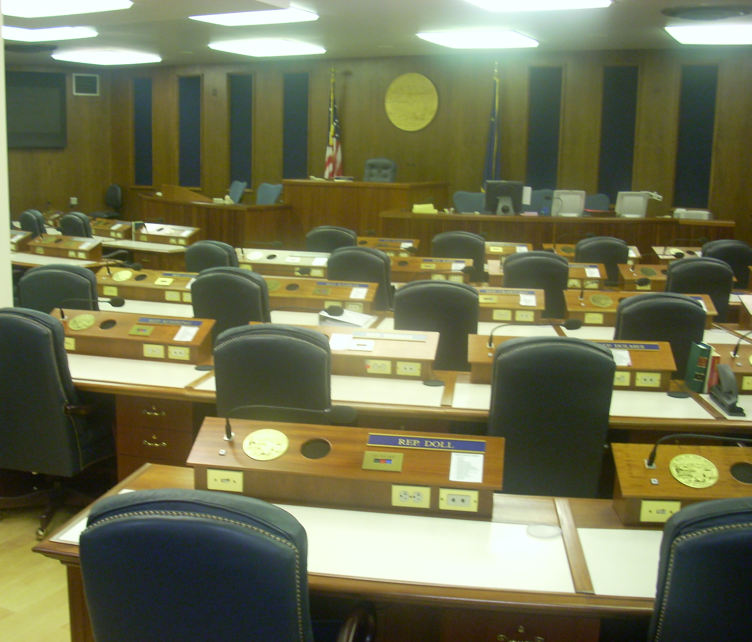
Sitzungssaal des Repräsentantenhauses im Alaska State Capitol

Das Repräsentantenhaus von Alaska (Alaska House of Representatives) ist das Unterhaus der Alaska Legislature, der Legislative des US-Bundesstaates Alaska.
Die Parlamentskammer setzt sich aus 40 Abgeordneten zusammen, die jeweils einen Wahldistrikt repräsentieren. Jede dieser festgelegten Einheiten umfasst eine Zahl von durchschnittlich 15.673 Einwohner (Stand 2000). Die Abgeordneten werden jeweils für zweijährige Amtszeiten gewählt; eine Beschränkung der Amtszeiten existiert nicht. Mit seinen 40 Abgeordneten ist Alaskas Unterhaus die kleinste Parlamentskammer in den Vereinigten Staaten.
Der Sitzungssaal des Repräsentantenhauses befindet sich gemeinsam mit dem Staatssenat im Alaska State Capitol in der Hauptstadt Juneau.

## Struktur der Kammer
Vorsitzender des Repräsentantenhauses ist der Speaker of the House. Er wird zunächst von der Mehrheitsfraktion der Kammer gewählt, ehe die Bestätigung durch das gesamte Parlament folgt. Der Speaker ist auch für den Ablauf der Gesetzgebung verantwortlich und überwacht die Abstellungen in die verschiedenen Ausschüsse. Derzeitige Speakerin ist die Republikanerin Cathy Tilton aus Wasilla.
Weitere wichtige Amtsinhaber sind der Mehrheitsführer (Majority leader) und der Oppositionsführer (Minority leader), die von den jeweiligen Fraktionen gewählt werden. Majority leader ist der Republikaner Dan Saddler aus Eagle River. Minority leader ist Calvin Schrage (unabhängig) aus Anchorage.

## Zusammensetzung nach der Wahl im Jahr 2022
- Demokraten: 13
- Unabh.: 6
- Republikaner: 21

| Partei   | Partei                 | Abgeordnete |
| -------- | ---------------------- | ----------- |
|          | Republikanische Partei | 21          |
|          | Demokratische Partei   | 13          |
|          | Unabhängig             | 6           |
| Summe    | Summe                  | 40          |
| Mehrheit | Mehrheit               | 21          |